# Vierbruckmühle
Vierbruckmühle ist ein Ortsteil der Gemeinde Stulln im Landkreis Schwandorf des Regierungsbezirks Oberpfalz im Freistaat Bayern.

## Geografie
Vierbruckmühle liegt bei der Mündung des Altbaches in den Fallbach. Der Fallbach vereinigt sich 40 Meter weiter mit dem Hüttenbach. Vierbruckmühle liegt an der Staatsstraße 2040, 2,5 Kilometer westlich von Stulln, 2,6 Kilometer südöstlich der Bundesautobahn 6. Nördlich von Vierbruckmühle erhebt sich der 412 Meter hohe Riesenberg. Die Umgebung von Vierbruckmühle ist von Quellen und Bächen geprägt, deren Wasser in zahlreichen Fischweihern genutzt wird. Das Grundstück Vierbruckmühle wird zerschnitten durch die Landkreisgrenze zwischen Schmidgaden im Westen und Stulln im Osten.

## Geschichte
Im Salbuch von 1473 wurde Vierbruckmühle (auch: Mule zu den Vier Prucken, Mühle-Vierpruck, Vierpruckmühl) mit einer Steuer von 1 Pfund, 6 Schilling und 1 Achtel Korn und 2 Achtel Hafer aufgeführt. Im Salbuch von 1513 war Vierbruckmühle mit einem jährlichen Jägergeld verzeichnet. Im Amtsverzeichnis von 1596 erschien Vierbruckmühle mit 1 Mühle.
Valentin Fuchs von Dornheim erwarb Anfang des 1609 den Zehent über den Vierbruckmühle.
Im Herdstättenbuch von 1721 erschien Vierbruckmühle mit 1 Anwesen, 1 Haus und 1 Feuerstätte. Im Herdstättenbuch von 1762 mit 1 Herdstätte, kein Inwohner. 1808 wurde die Vierbruckmühle im Häuser- und Rustikalsteuerkataster aufgeführt mit einem Anwesen und dem Besitzer Wolfgang Kraus, dann Johannes Kraus, Schätzwert 1130 Gulden.
1808 begann in Folge des Organischen Ediktes des Innenministers Maximilian von Montgelas in Bayern die Bildung von Gemeinden. Dabei wurde das Landgericht Nabburg zunächst in landgerichtische Obmannschaften geteilt. Vierbruckmühle kam zur Obmannschaft Stulln. Zur Obmannschaft Stulln gehörten: Stulln, Brensdorf, Grafenricht, Säulnhof, Schanderlhof, Vierbruckmühle, Geiselhof, Säulnhofermühle und Freiung.
Dann wurden 1811 in Bayern Steuerdistrikte gebildet. Dabei kam Vierbruckmühle zum Steuerdistrikt Säulnhof. Der Steuerdistrikt Säulnhof bestand aus den Dörfern Säulnhof und Grafenricht, den Einöden Schanderlhof, Vierbruckmühle, Geiselhof, Säulnhofermühle und der Abdeckerei Freiung. Er hatte 26 Häuser, 170 Seelen, 250 Morgen Äcker, 60 Morgen Wiesen, 25 Morgen Holz, 5 Weiher, 5 Morgen öde Gründe und Wege, 2 Pferde, 38 Ochsen, 24 Kühe, 25 Stück Jungvieh, 75 Schafe und 24 Schweine.
Schließlich wurde 1818 mit dem Zweiten Gemeindeedikt die übertriebene Zentralisierung weitgehend rückgängig gemacht und es wurden relativ selbständige Landgemeinden mit eigenem Vermögen gebildet, über das sie frei verfügen konnten. Hierbei kam Vierbruckmühle zur Ruralgemeinde Stulln. Die Gemeinde Stulln bestand aus den Ortschaften Stulln mit 20 Familien, Brensdorf mit 18 Familien, Grafenricht mit 8 Familien, Säulnhof mit 11 Familien, Schanderlhof mit 1 Familie, Vierbruckmühle mit 2 Familien, Geiselhof mit 2 Familien und Freiung mit 1 Familie.
Vierbruckmühle gehört zur Pfarrei Schmidgaden im Dekanat Nabburg. 1997 hatte Vierbruckmühle 3 Katholiken.

## Einwohnerentwicklung ab 1819
| Jahr | Einwohner  | Gebäude |
| ---- | ---------- | ------- |
| 1819 | 2 Familien | 1       |
| 1828 | 9          | 1       |
| 1838 | 5          | 2       |
| 1864 | 6          | 6       |
| 1875 | 7          | 5       |
| 1885 | 13         | 1       |
| 1900 | 10         | 1       |
| 1913 | 8          | 1       |

| Jahr | Einwohner | Gebäude |
| ---- | --------- | ------- |
| 1925 | 9         | 1       |
| 1950 | 7         | 1       |
| 1961 | 4         | 1       |
| 1964 | 4         | 1       |
| 1970 | 2         | k. A.   |
| 1987 | 4         | 1       |
| 2011 | 5         | k. A.   |

## Sehenswürdigkeiten
Das Wohnhaus der Mühle, Vierbruckmühle 12, steht unter Denkmalschutz mit der Denkmalnummer D-3-76-169-9. Es ist ein zweigeschossiger und verputzter Backsteinbau mit Satteldach aus dem 17. Jahrhundert.